# Сеньория де Ихар
Сеньория де Ихар (исп. Señorío de Híjar) — сеньория в составе Арагонского королевства. В период расцвета в составе сеньории входили населённые пункты Ихар, Урреа-де-Гаэн, Ла-Пуэбла-де-Ихар, Пуэбла-де-Альбортон, Лесера, Бельчите и Альмонасид-де-ла-Куба.
Сеньория была создана королём Хайме I Арагонским для своего внебрачного сына Педро Фернандеса (1245/1249 — 1299) 20 апреля 1268 года и сохранился до тех пор, пока в 1483 году сеньория не была возвышена до ранга герцогства Ихар, в качестве территориальной базы дома Ихар.

## История
Основание этой сеньории следовало традиции королей Арагона создавать поместий для своих незаконнорождённых детей, давая им значительные выгоды в рентах, землях, виллах и замках. Первый сеньор, Педро Фернандес, был сыном короля Арагона Хайме I Завоевателя и с Беренгуэлы Фернандес. Первоначально Педро Фернандес получил от отца Буньоль в недавно завоёванном королевстве Валенсия. Однако в 1268 году король Арагона поменял Буньоль на Ихар, который он приобрёл после тяжб с родом Хименес де Урреа. Педро взял в качестве фамилии Фернандес де Ихар и в качестве резиденции замок Ихар. Первый сеньор основал рядом с Ихаром деревню Урреа-де-Гаэн для морисков.
Педро Фернандес де Хихар и Хиль, 2-й сеньор де Ихар, добавил к усадьбе по браку половину виллы Бельчите и Пуэбла-де-Альбортон. Его сын и преемник, Альфонсо Фернандес де Ихар, внук Педро Фернандес де Ихара, разработал город Ихар, основал церкви, больницу и наделил его ярмаркой.
Хуан Фернандес де Хихар и Сентельес, оратор и пятый сеньор де Ихар, был послом, советником и дворецким короля Арагона Альфонсо V «Великодушного». В мае 1431 года король подарил ему Лесеру и Винасейте, конфискованные у Федерико де Луны и его последователя Фердинанда де Сесе, а в феврале 1432 года королева Мария продала ему не контролируемые части Бельчите и Пуэблы, а также Альмонасид на сумму 16 000 гульденов, которые увеличились ещё на 16 000, чтобы заплатить за право выкупа до трёх лет. За эти накопленные долги он уступил Винасейте Луису де Коско в 1438 году за 4200 золотых гульденов, сохраняя вариант выкупа. С территориальным увеличением Хуан Фернандес де Ихар укрепил дом Ихар как один из самых важных дворянских домов в Арагоне.
Его сын Хуан Фернандес де Ихар и Кабрера воспользовался гражданской войной между Хуаном II Арагонским и его старшим сыном, принцем Карлом Вианским, присвоив Альагу и Кастельоте (Орден госпитальеров) и Альканьис (Орден Калатравы) от имени принца, в то время как король занимал Лесеру. Он вернулся на сторону короля в обмен на легализацию своих захватов, как граф Альяга и сеньор де Кастельоте (затем объединены как герцогство Альяга и Кастельоте), что вызвало длительный судебный процесс с этими церковными орденами. Они в итоге выиграли спор, а король Фердинанд II Арагонский в качестве компенсации возвёл сеньорию де Ихар в ранг герцогства в 1483 году, из которого Лесера была выделена как отдельное герцогство, а затем Бельчите как отдельное графство.

## Список сеньоров де Ихар
- Педро Фернандес де Ихар (? — 1299), 1-й сеньор де Ихар, незаконнорождённый сын короля Арагона Хайме I Завоевателя
- Педро Фернандес де Ихар и Хиль[исп.] (? — 1322), 2-й сеньор де Ихар, сын предыдущего и маркизы Хиль де Рады
- Альфонсо Фернандес де Ихар и Англесола[арагон.] (? — 1340), 3-й сеньор де Ихар, сын предыдущего и Сибиллы де Англесолы
- Педро Фернандес де Ихар и Алагон[арагон.] (? — 1386), 4-й сеньор де Ихар, сын предыдущего и Терезы де Алагон.
- Альфонсо Фернандес де Ихар и Корнель[арагон.] (? — 1400), 5-й сеньор де Ихар, сын предыдущего и Изабеллы Мексиа.
- Хуан Фернандес де Ихар и Сентельес[арагон.] (ок. 1400—1456), 6-й сеньор де Ихар, сын предыдущего и Тоды де Сентельес
- Хуан Фернандес де Ихар и Кабрера (ок. 1419—1491), 7-й сеньор де Ихар, 1-й герцог де Ихар. Сын предыдущего и Тимбор де Кабреры.